# Nebneteru Tenri
Nebneteru, más néven Tenri ókori egyiptomi főpap; Ámon főpapja volt a XIX. dinasztia idején, I. Széthi uralkodása alatt.
Nebneteru és felesége, Meritré, Ámon háremének elöljárója fiuk, Paszer vezír sírjából (TT106) és szobrairól ismertek. A sírban egy másik fiuk, Titi vagy Titia neve is szerepel, ő Maat templomának háznagya volt, emellett innen tudni, hogy Meritré apja neve Anij, anyjáé Nuia volt.
Paszer egy memphiszi szobrán is említik őket, Nebneteru címei itt „Ámon főpapja a déli Héliopoliszban” (Théba egyik mellékneve volt a „Dél Héliopolisza”) és „Ptah templomának szem-papja”. Meritrét a szobron memphisziként említik. A torinói Egyiptomi Múzeumban szerepel egy tégla Nebneteru és fia nevével és címével:

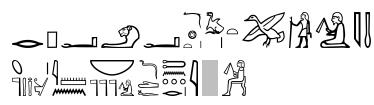
r-pˁt ḥ3.tỉ-ˁ n nỉw.t p3-sr m3ˁ-ḫrw s3 ḥm-nṯr tpỉ n ỉmn nb-nṯr.w ḏd=f ṯnrỉ
„Az örökös herceg, a város kormányzója, Paszer, az igaz hangú; Ámon első prófétájának, Nebneterunak, más néven Tenrinek fia”

## Fordítás
- Ez a szócikk részben vagy egészben  a   Nebneteru Tenri című angol Wikipédia-szócikk ezen változatának fordításán alapul.  Az eredeti cikk szerkesztőit annak laptörténete sorolja fel. Ez a jelzés csupán a megfogalmazás eredetét és a szerzői jogokat jelzi, nem szolgál a cikkben szereplő információk forrásmegjelöléseként.